# Вуле Илич Коларац
Вуле Илич, известный как Вуле Илич Коларац (ок. 1766—1834) — сербский воевода (военачальник), который сражался с османами во время Первого сербского восстания. Вуле Илич Коларац сражался бок о бок с гайдуком Станоем Главашем, затем под командованием великого вождя Карагеоргия отличился при осаде Белграда (1806) и в битве при Суводоле (1809). Во время восстания он был комендантом города Смедерево — временной столицы Сербии того времени.

## Биография
Вуле Илич Коларац родился в деревне Колари, в санджаке Смедерево. В начале XIX века большая часть Балкан находилась под властью Османской империи. Христианские общины сербов жили под девширмской системой принудительной ассимиляции, принудительного труда, сурового налогообложения и рабства. Угнетение и насилие заполнили землю после того, как дахии, правившие в Белградском пашалыке, начали нападать на наиболее видных сербских лидеров. 14 февраля 1804 года в небольшой деревне Орашац, расположенной неподалеку от современного Аранджеловаца, Вуле Илич и другие гайдуки собрались, чтобы обсудить, как дать отпор и удержать турецкое господство и власть вне Сербии, лидером восстания был избран Карагеоргий Петрович, это событие известно как Орашацкое собрание.
В июле 1806 года Вуле Илич Коларац сражался в битве при Делиграде. Османский военачальник Ибрагим-паша Бушати приказал своему заместителю немедленно отправиться в Делиград с 16 000 солдат и взять город. Шайт-паша, недооценивая качество укреплений, а также свою военную мощь, прибыл 13 июля всего с 4000 солдатами. Станое Главаш и Вуле Илич, которые в то время командовали крепостью, вовремя увидели врагов и легко заставили их отступить. Турки-османы решили дождаться подкрепления на соседнем холме, но сербские повстанцы собрали людей из окрестных укреплений и с помощью крестьян из близлежащих деревень окружили турок и сумели выбросить их с высокогорья.

## Осада Белграда в 1806 году

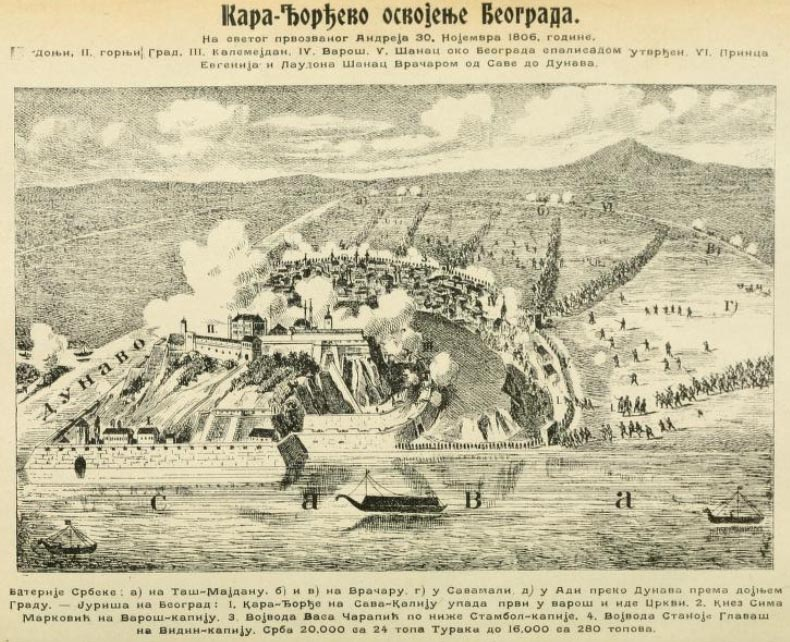
Осада Белграда сербскими повстанцами в 1806 году

Осада Белграда началась еще до рассвета 12 декабря 1806 года. В то утро Карагеоргий, собравшись во Врачаре с 15-тысячным повстанческим войском, решил вместе с командирами, что нападение должно быть совершено в День Святого Андрея, во время мусульманского праздника Курбан-байрам, чтобы усыпить бдительность османского гарнизона. Повстанцы разделились на группы, чтобы атаковать различные входы в город. Милое Петрович, Сима Маркович, Васа Карапич, Станое Главаш и Вуле Илич стояли во главе отдельных колонн атакующих. Греческий албанец по имени Конда, который перешел на сторону сербских повстанцев, был хорошо осведомлен о функционировании Османской гвардии, он и Узун-Мирко взяв под свой контроль савские ворота с группой из 6 добровольцев, они перелезли через вал и напали на стражу. Четверо мятежников были убиты, но двое оставшихся сербов взломали ворота топором, и остальные повстанцы ворвались внутрь. В то же время Вуле Илич Коларац и Станое Главаш со своими людьми атаковали Видинские ворота, проникнув с другой стороны. Несмотря на то, что были произведены выстрелы, турки не подозревали, что сербское нападение имело место, но что выстрелы были сделаны для праздника. После ожесточенного боя турки укрылись в городской цитадели.
В конце мая 1809 года Вуле Илич Коларац участвовал в битве при Суводоле, где сербские повстанцы победили османскую армию, состоящую в основном из албанцев. Сербская кавалерия под командованием воеводы Вуле Илича Колараца атаковала один из албанских флангов с такой силой и неожиданностью, что это привело в беспорядок албанские силы, когда кавалерия обходила их с фланга . Албанские силы пытались перегруппироваться и атаковать революционеров, но они были встречены ожесточенным огнем сербских пушек и пехоты. В разгар боя и плохой видимости из-за тумана Вуле Илич Коларац начал кричать по-турецки: «Наши войска отступили», чтобы заставить албанцев отступить. Уловка сработала, и силы Нуман-паши пришли в еще больший беспорядок. Измученный безжалостными атаками, раненый Нуман-паша и его войска отступили.

## Потомки
Его внук — генерал Сава Груич (1840—1913), пять раз назначался премьер-министром Королевства Сербия (1888, 1889—1891, 1893—1894, 1903—1904, 1906) дочь которого Мария вышла замуж за генерала кавалерийской дивизии Воина Чолака Антыча, потомка воеводы Чолака Анты, и Ольга, фрейлина принцессы Югославии Ольги, вышла замуж за профессора Миливое Лозанича, сына Симы Лозанича.